# Charles Bressler
Charles Bressler (Kingston (Pennsylvania), 1º aprile 1926 – New York City, 28 novembre 1996) è stato un tenore statunitense.

## Biografia
Dopo aver studiato alla Juilliard School con Lucia Dunham, fu uno dei fondatori della New York Pro Musica, un complesso di voce e strumenti specializzato nell'esecuzione di musiche medievali e del Rinascimento, col quale fu impegnato in varie tournée dal 1953 al 1963.
Negli anni in cui era docente alla Manhattan School of Music, comparve nello spettacolo The Lark, portato in scena da Julie Harris al Longacre Theatre di New York City. Firmò alcune registrazioni insieme a Maurice Abravanel e alla Utah Symphony, in particolare l'esecuzione del requiem di Berlioz per l'etichetta musicale Vanguard. Inoltre, eseguì la Lauda per la Natività del Signore  di Respighi con la Marilyn Horne, Marie Gibson, la corale di Roger Wagner e Los Angeles Philharmonic Orchestra, diretti da Alfred Wallenstein.
Si spense a New York il 1º aprile 1926, all'età di settant'anni.